# 朱绍文 (经济学家)
朱绍文（1915年1月—2011年11月3日），江苏镇江人，中国经济学家，中国社会科学院经济研究所研究员，中国社会科学院荣誉学部委员。